# Kleinfurra
Kleinfurra là một đô thị ở huyện Nordhausen, trong bang Thüringen, Đức. Đô thị Kleinfurra có diện tích 18,51 km².